# Eschenbachiinae
Eschenbachiinae je podtribus glavočika smješten u tribus Astereae.. Sastoji se od dva roda rasprostranjenih po istočnoj i tropskoj  Aziji.

## Rodovi
1. Eschenbachia Moench. (11 spp.)
2. Thespis DC. (3 spp.)